# Kryptoverwahrer
Als Kryptoverwahrer werden seit dem 1. Januar 2020 in Deutschland diejenigen Unternehmen bezeichnet, die Kryptowerte für Dritte verwahren. Grundlage ist eine Änderung des ersten Paragraphen des Kreditwesengesetzes.  So werden in Absatz 11 nach Satz 3 Kryptowerte als neue Finanzinstrumente eingeführt und in diesem Zuge wie folgt definiert:

„Kryptowerte im Sinne dieses Gesetzes sind digitale Darstellungen eines Wertes, der von keiner Zentralbank oder öffentlichen Stelle emittiert wurde oder garantiert wird und nicht den gesetzlichen Status einer Währung oder von Geld besitzt, aber von natürlichen oder juristischen Personen aufgrund einer Vereinbarung oder tatsächlichen Übung als Tausch- oder Zahlungsmittel akzeptiert wird oder Anlagezwecken dient und der auf elektronischem Wege übertragen, gespeichert und gehandelt werden kann. Keine Kryptowerte im Sinne dieses Gesetzes sind 1. E-Geld im Sinne des § 1 Absatz 2 Satz 3 des Zahlungsdiensteaufsichtsgesetzes oder 2. ein monetärer Wert, der die Anforderungen des § 2 Absatz 1 Nummer 10 des Zahlungsdiensteaufsichtsgesetzes erfüllt oder nur für Zahlungsvorgänge nach § 2 Absatz 1 Nummer 11 des Zahlungsdiensteaufsichtsgesetzes eingesetzt wird.“

Der Deutsche Bundestag hat in seiner 127. Sitzung am 14. November 2019 aufgrund der Beschlussempfehlung und des Berichtes des Finanzausschusses – Drucksachen 19/15163, 19/15196 – den von der Bundesregierung eingebrachten Entwurf eines Gesetzes zur Umsetzung der Änderungsrichtlinie zur Vierten EU-Geldwäscherichtlinie angenommen. Mit der diesbezüglichen neuen Finanzdienstleistung geht zugleich eine Lizenzpflicht der Bundesanstalt für Finanzdienstleistungsaufsicht (BaFin) einher. Die Einführung der Lizenzpflicht löste in der Blockchain-Community umfangreiche Diskussionen aus, ob die neue Regulierung dem Standort Deutschland eher schaden oder nutzen würde, wobei letztlich die positiven Stimmen zu überwiegen scheinen, sofern die Beaufsichtigungspraxis der BaFin zielführend erfolgt. Die europarechtliche Intention Kryptowerte in Sachen Geldwäsche zu regulieren stammt ursprünglich von dem zwischenstaatlichen Gremium Financial Action Task Force (FATF), dessen Empfehlungen als anerkannte Standards gelten.
Unternehmen konnten zum Jahreswechsel 2019/2020 eine unverbindliche Interessenbekundung bei der BaFin abgeben, wenn sie eine Lizenz beantragen wollen. Laut offizieller Stellungnahme der BaFin war diese Interessenbekundung allerdings unverbindlich und hatte auch keine Auswirkungen auf das weitere Verwahren. Darüber hinaus waren interessierte Unternehmen dazu aufgefordert, die Interessenbekundung „[…] mit aus ihrer Sicht noch offenen Grundsatzfragen zu verbinden.“ Da das neue Gesetz all diejenigen Kryptowerteverwahrer umfasst, die aktiv den deutschen Markt adressieren, betrifft das Gesetz potenziell alle sogenannte Crypto Custodians und Exchanges auf der Welt – ein Umstand, der in manchen Fachmedien leider nicht immer korrekt dargestellt wird und zur Unklarheit am Markt beiträgt, da bislang weder das Gesetz noch die Hinweise der BaFin in englischer Sprache vorhanden sind (Stand 1. Juni 2020).
Weil die zeitliche Enge das Durchlaufen eines formalen Erlaubnisantrages faktisch unmöglich gemacht hat, gilt für all diejenigen Unternehmen ein Bestandsschutz, die den deutschen Markt bereits im Jahr 2019 aktiv mit ihrer Dienstleistung für das Kryptoverwahrgeschäft angesprochen haben. Wollen diese Unternehmen ab dem 1. Januar 2020 kein unerlaubtes Finanzgeschäft betreiben, müssen diese
- bis zum 31. März 2020 eine Meldung bei der BaFin machen, dass sie die Kryptowerteverwahrung bereits im Jahr 2019 aktiv dem deutschen Publikum angeboten haben und dann
- bis zum 30. November 2020 einen vollständigen Erlaubnisantrag für die Kryptowerteverwahrung einreichen. Wie dieser auszusehen hat, ist bislang allerdings noch nicht bekannt.

Wird das oben genannte Prozedere eingehalten, gilt die Lizenz für die Kryptoverwahrung rückwirkend und vorläufig als erteilt. Dies bedeutet im Umkehrschluss allerdings auch, dass viele Unternehmen nicht in den Genuss des Bestandsschutzes fallen werden – da viele Banken beispielsweise im Jahr 2019 noch keine Kryptoverwahrung angeboten haben. Diese Unternehmen dürfen die Kryptoverwahrung erst dann aufnehmen, wenn sie die Lizenz von der BaFin erteilt bekommen haben und können somit nicht vom Bestandsschutz profitieren.
Seit Sommer 2021 hat die BaFin die ersten Lizenzen im Bereich Kryptoverwahrung erteilt. Als erstes hat die US-amerikanische Handelsplattform Coinbase eine Lizenz erhalten. Es folgten Kapilendo, bzw. die Tochter Bloxxon, die am selben Tag von der Bank Hauck & Aufhäuser erworben wurde, sowie der White-label Anbieter Tangany.

## Passporting
Grundsätzlich gibt es im europäischen Binnenmarkt die Möglichkeit des sog. „Passporting“. Dadurch können Kreditinstitute, die in einem EWR-Staat zugelassen sind und dort beaufsichtigt werden, ihre Tätigkeit im Wege der Dienstleistungs- oder Niederlassungsfreiheit auch in anderen Mitgliedstaaten des EWR ausüben dürfen. Dadurch gilt die Erlaubnis des Heimatlandes für die Erbringung von Bank- und Finanzdienstleistungen auch in diesem anderen Land, ohne dass das Kreditinstitut eine neue Erlaubnis des Gastlandes benötigt. Das ist allerdings nur dann möglich, wenn die Erlaubnis auf EU-rechtlichen Vorgaben beruht. Bei der Umsetzung der Richtlinie hat Deutschland aber gerade einen Sonderweg eingeschlagen und einen Erlaubnistatbestand geschaffen, der bisher in keinem anderen europäischen Land vorgegeben ist. Dadurch braucht ein Dienstleister aus einem anderen Land eine deutsche Erlaubnis für das Kryptoverwahrgeschäft, gleichzeitig kann diese Erlaubnis jedoch nicht im Wege des Passportings in das andere europäische Land übertragen werden.

## Markt
Der Markt der Kryptoverwahrer ist noch vergleichsweise jung. Basierend auf der Blockchain-Technologie gab es in den Anfangsjahren (2010) zunächst noch keine spezialisierten Anbieter zur Verwahrung von Kryptowerten. Erst ab 2017 gründeten sich in Europa, und vornehmlich Deutschland, die ersten Kryptoverwahrer. Bekannte Anbieter aus dem deutschsprachigen Raum sind Tangany (München) sowie Finoa (Berlin).